# Ballard, Utah
Ballard är en ort i Uintah County i delstaten Utah, USA.